# Superfreunde
Die Superfreunde ist eine deutschsprachige Punkband, die 2003 im Emsland gegründet wurde.
In der Urbesetzung bestand die Band aus N-Neiß der Asi (Schlagzeug), Metal Berten der Clown (Gitarre) und Bauer Bühl der Bauer (Gesang). Letzterer wurde 2006 kurzzeitig durch Schubert asozial ersetzt, bis im Jahre 2008 Bauer Bühl wieder zu der Gruppe dazustieß. Bei Aufnahmen und Konzerten wird die Band am Bass durch Husi Husten verstärkt.
Die Superfreunde stehen in der Tradition des Deutschpunks und provozieren durch ihre unkonventionellen Texte, die sich in überspitzter Weise gegen Frauen und Emanzipation richten. Die Superfreunde selber verstehen sich als Kunstprojekt.

## Diskografie
Alben
- 2003: Ein Baum, ein Strick, ein Speller Genick
- 2008: Apfel Birne (Trash 2001 Records)

EPs
- 2005: Mens sana in corpore sano (Split-EP mit der Kölner Band Chefdenker)